# Nikolaus Koch (Philosoph)
Nikolaus Koch (* 2. November 1912 im heutigen Konz an der Mosel; † 8. September 1991 in Witten) war ein fundamental-demokratischer katholischer Denker, Professor für Philosophie, Publizist und Kriegsgegner.

## Leben
Nikolaus Koch promovierte 1941 in Köln über den Positivisten Ernst Laas, wurde Bibliotheksreferendar und machte 1944 sein Assessor-Examen. „Seine Erlebnisse im Faschismus, dem er klar ablehnend gegenüberstand, und seine Erfahrung des Russlandkriegs, aus dem er schwerverwundet zurückkehrte, prägten seine kritische Haltung zu staatlicher und kirchlicher Obrigkeit.“ 1954 wurde er Leiter der Pädagogischen Zentralbibliothek Nordrhein-Westfalens in Dortmund (bis 1971) und hielt die ersten philosophischen Vorlesungen an der Pädagogischen Hochschule. Als Initiator und Vorsitzender der Bundes-Arbeitsgemeinschaft Pädagogischer Bibliotheken und Medienzentren setzte er sich mit Erfolg für eine Integration der Bibliotheken in das Bildungsgesamtsystem ein. Als Vorsitzender des Hochschulrats stritt er engagiert für Bildungsreform und Gesamthochschulen. 1960 erhielt Koch eine Professur für Philosophie an der Pädagogischen Akademie Dortmund, woraus 1965 die Pädagogische Hochschule Ruhr, Standort Dortmund, wurde, die wiederum 1980 in der Universität Dortmund aufging. 1981 wurde er emeritiert.

## Leistungen
Koch war Mitbegründer und erster Landesvorsitzender der Jungen Union in Württemberg-Hohenzollern und führte zusammen mit Tübinger Studenten und Professoren die erste internationale Tagung auf deutschem Boden nach Ende des Zweiten Weltkriegs durch: Sozialethische Arbeitstagung christlicher Studenten. 1948 löste er sich aus parteipolitischen Zusammenhängen und begann durch neuartige Initiativen politisch tätig zu werden.
1951 wurde er ein aktives Mitglied der Internationale der Kriegsdienstgegner/innen (IDK). Er war für mehrere Jahre in unterschiedlichen Bereichen der IDK tätig: im IDK-Vorstand als Beisitzer, dann auch im Beirat und im Arbeitsausschuss.
1953 bereitete er sich und sechs Freunde, darunter der Buddhist Paul Debes, auf einen Verhandlungsgang vor, der die Gruppe auf Fahrrädern nach Witzenhausen an die innerdeutsche Grenze zur DDR führte. „An einer Stelle, die für den Übergang gesperrt war, ohne Papiere, offen und nach vorheriger Ankündigung“ gelang es, die innerdeutsche Grenze zu überschreiten. „Kommunisten drüben, die angeblich nur die Sprache der Gewalt verstehen, (sagten) hundert solcher Gruppen, und die Zonengrenze sei unhaltbar… Wir haben Grund anzunehmen, dass eine weit kleinere Zahl kleiner Gruppen ausreicht, die eingefrorenen Fronten in Bewegung zu bringen.“
1954 verhalf Marie Eberhard, Mitglied des Versöhnungsbunds, Nikolaus Koch und seinen Freunden zur Möglichkeit, in ihrem Wohnhaus in Witten-Bommern eine „Beratungsstelle des Friedensdienstes“ einzurichten, deren Hauptaufgabe sein sollte, „Menschen, die nicht beim Nein zum Kriegsdienst stehen bleiben wollen, in den Stand zu setzen, Friedensdienst zu leisten, der den Kriegsdienst überflüssig macht, wenn er genügend entwickelt ist.“ Sie wurde allmählich zu einem Tagungszentrum für kleine Gruppen ausgebaut und sollte eine „Zelle der allgemeinen gewaltlosen Selbsthilfe“ werden, um die Möglichkeiten der gewaltlosen Selbsthilfe „im psychologischen, ideologischen, wirtschaftlichen, politischen und militärischen Bereich des modernen Krieges erforschen, bekannt machen und verwirklichen zu helfen.“
1951 erschien sein Buch Die moderne Revolution. Gedanken der gewaltfreien Selbsthilfe des Deutschen Volkes, in dem er darzustellen suchte, dass und wie sich die Gewaltgeschichte verändert und dass „Zusammenhänge und Mächte politische Bedeutung gewinnen, die früher nur in vorübergehenden Leistungen Einzelner und kleiner Gruppen und in utopischen Vorstellungen Gestalt fanden.“ (Nikolaus Koch hat zwar als erster den später in der Friedensbewegung dominanten und Theodor Ebert zugeschriebenen Begriff Gewaltfreiheit verwendet, später aber in der Regel von „Gewaltlosigkeit“ und dem zivilen Kampf „ohne Waffen“ gesprochen.)
1954 veröffentlichte er zusammen mit anderen aufgrund von Trainingserfahrungen die Broschüre Kriegsdienst und Friedensdienst. Darin behandelt er unter anderem den modernen „Fünfkrieg“ / das Primat des Gewissens im demokratischen Staat / die neue – gewaltfreie – Wehrhaftigkeit / das notwendige souveräne Verhalten des Individuums gegenüber der Obrigkeit. „Diese Schrift nimmt für sich in Anspruch, eine Art Heeres-Dienstvorschrift der Freiwilligen zu sein.“
Von 1957 arbeitete er mit Bodo Manstein zusammen, dem Arzt und Gründer des Kampfbunds gegen Atomschäden, eines Vorläufers der Alternativbewegung gegen Atomwaffen und gegen Atomenergie. Beide riefen im selben Jahr zu einer Freiwilligen-Aktion gegen die US-Atomversuche im Pazifik auf (noch bevor gewaltfreie Gruppen aus den USA ihre Vorbild gewordenen Protestaktionen mit Segelbooten starteten). Das Vorhaben wurde aufgrund intensiven Nachdenkens nicht durchgeführt und mündete in ein auf die deutsche Situation bezogenes Training. Die Ergebnisse dieses Kurses fanden ihren Niederschlag in der gemeinsamen Schrift von Koch und Manstein: Die Freiwilligen. Ausbildung zur gewaltlosen Selbsthilfe und unmilitärischen Verteidigung.
Neben der Überwindung des Militärischen ging es darin unter anderem um die atomare Bewaffnung der Bundeswehr, den Luftschutz und die Wiedervereinigung Deutschlands. Kernpunkte waren eine neue Wehrhaftigkeit und Strategien für eine gewaltfreie politische Praxis von unten. Diese Ideen beeinflussten unter anderem den Hamburger Aktionskreis für Gewaltlosigkeit (Mahnwache 1958, Initiative für die deutschen Ostermärsche 1960 „Haben Sie Vertrauen in die Macht des Einzelnen“, Aktion Maulwurf gegen den Bau des ersten Atomschutzbunkers in Hamburg 1960 und erste deutsche Einzelveröffentlichung des Essays von Henry David Thoreau Staatsbürgerlicher Ungehorsam, Übersetzung und Herausgabe des amerikanischen Handbuchs für gewaltlose Aktionen, 1959).
1960 legte er Beschwerde beim Bundesverfassungsgericht gegen das Ersatzdienstgesetz ein, weil dieses mit dem Grundrecht der Gewissensfreiheit unvereinbar sei. Zwei Jahre vorher hatte er als Gutachter für die Zentralstelle für Recht und Schutz der Kriegsdienstverweigerer formuliert: „Wer sich dem revidierten Kriegsverständnis verantwortlich und gewissenhaft stellt, kann nicht mehr Soldat werden oder Soldat bleiben. Er kann ebenso wenig zu einem surrogathaften Wehrersatzdienst bereit sein oder sich mit praktischen Einsätzen an einzelnen sozialen Übeln begnügen. Er muss die entscheidenden zivilen Aufgaben erkennen und sich ihnen mit allen Kräften widmen, die zu ihrer Meisterung nötig sind. Es liegt auf der Hand, dass der zivile Einsatz keine befristete Sache einiger Jahre von Dienstpflichtigen ist, sondern bleibende Sache aller Demokraten, der Alten und Jungen, der Männer und Frauen, der Gesunden und Kranken, je an ihrem Platz und mit ihren Mitteln.“
Mitte der 1960er Jahre versammelte sich um Koch eine Gruppe radikaldemokratischer Bürger in seinem Haus in Bommern und arbeitete unter dem Namen „Kritische Christen (Witten)“; es ging um humanistische Philosophie und um Kriegsdienstverweigerung. In dieser Zeit war er auch Mitglied im Verband der Kriegsdienstverweigerer und wirkte im März 1970 an einer neuen Grundsatzerklärung des Verbandes mit.
1969 erweiterte sich die Gruppe „Kritische Christen (Witten)“ und dehnte ihre Themen aus in Richtung Ökonomie/Betriebe, Berufsausbildung, Antifa und, als Gruppe in der Gruppe organisiert, Bereich DFG/VK. Diese Vereinigung, der über 70 ortsansässige Parteilose angehörten, nannte sich nach West-Berliner Vorbild „Republikanischer Club“, in dem Koch aber nicht tätig wurde, obwohl ihn die Mitglieder ausdrücklich respektierten und ehrten. Er arbeitete durch Vorträge, Gutachten und Artikel kritisch in mehreren Friedensorganisationen mit, hielt Reden auf Ostermarsch-Kundgebungen und war in Arbeitskreisen und Bürgerinitiativen mit anderen Thematiken tätig. Seine Beiträge erschienen unter anderem in der Friedensrundschau der Internationale der Kriegsdienstgegner, Deutscher Zweig der War Resisters’ International sowie in politisch rechten, neutralistischen Medien wie Neue Politik und Holsten-Verlag (Wolf Schenke). Durch scharfe Analysen und „undiplomatische Offenheit“, kategorische Formulierungen und polemische Zuspitzungen erzeugte er hin und wieder Abwehr und Gesprächsverweigerung und wurde auch als nicht bequemer „Einzelkämpfer“ wahrgenommen. In späteren Jahren und nach seiner Emeritierung 1981 befasste er sich stärker unter anderem mit staatsphilosophischen Fragen und der Rolle der Kirchen in Bezug auf die Überwindung des Gewaltdenkens, blieb aber offen für aktuelle politische Probleme: Januarerklärung zum Golfkrieg (1991): „Die deutsche Friedensbewegung ist nicht antiamerikanisch. Sie ist solidarisch mit den USA der liberal Weltrevolution auf dem Weg zur Weltkultur des offenen Menschen. Sie ist solidarisch mit der inneramerikanischen Opposition gegen den Golfkrieg. Sie ist nicht solidarisch mit amerikanischer Gewaltpolitik in der dritten Welt. Mit offener Kritik hilft sie auch den USA… Die deutsche Friedensbewegung verwechselt Demokratie nicht mit Antikommunismus… Die deutsche Kriegsopposition ist weder antisemitisch noch antiisraelisch. Sie stellt sich der Not des jungen Staates in seinen Spannungen zwischen der ersten und der dritten Welt. Uneingeschränkt solidarisch ist sie mit jüdischem Leben unteilbarer Menschenwürde. Hinter archaischen Ansprüchen spürt sie die Unbestechlichkeit der großen jüdischen Propheten. Friedensunfähigkeit Israels belastet sie umso stärker, als auch sie selbst keine friedliche Lösung weiß…“
Das Leben des Nikolaus Koch war geprägt durch eine christlich inspirierte Grundhaltung, die Ideale der Aufklärung und das gesellschaftspolitische Engagement.

## Schriften
- Die moderne Revolution. Gedanken der gewaltfreien Selbsthilfe des Deutschen Volkes, Tübingen/Frankfurt 1951
- Kriegsdienst und Friedensdienst, Witten-Bommern 1954
- Revolution im Wehrdenken, Sonderdruck zu „Gemeinschaft und Politik“ Heft 5/1956, 1956
- Die Freiwilligen (mit Bodo Manstein), Göttingen 1959
- Osterrede über Anfang und Ende deutscher Politik 1961 / Gewerkschaft. Monatshefte 13/62
- Deutsche Partisanenschule, in: Neue Politik 13/68 (mit Arnold Haumann und Sieglinde Pfeil)
- Staatsphilosophie und Revolutionstheorie, 1973
- Negative Anthropologie – offene Anthropologie, Hamburg 1981
- Kirche und Revolution, Dortmund 1985
- Blockfreies Deutschland im blockfreien Europa: Unsere revolutionäre Aufgabe, Dortmund 1986
- Situation und Methode, Dortmund 1986
- Staatsapparat und Gewissensprimat, Witten-Bommern 1988
- Die Christenheit in der 4. Revolution, Witten-Bommern 1988
- Die Deutschen und die 4. Revolution, Witten-Bommern 1989